# Picong
Picong (fino al 2006 Sultan Gumander) è una municipalità di quarta classe delle Filippine, situata nella Provincia di Lanao del Sur, nella Regione Autonoma nel Mindanao Musulmano.
Picong è formata da 19 baranggay:
- Anas
- Bara-as
- Biasong
- Bulangos
- Durian
- Ilian
- Liangan (Pob.)
- Maganding
- Maladi
- Mapantao
- Micalubo
- Mimbalawag
- Pindolonan
- Punong
- Ramitan
- Torogan
- Tual
- Tuca
- Ubanoban